# Theresienfeld
Theresienfeld è un comune austriaco di 3 215 abitanti nel distretto di Wiener Neustadt-Land, in Bassa Austria; ha lo status di comune mercato (Marktgemeinde).